# セイリッシュ海における人間の足の発見
座標: 北緯48度44分 西経123度06分 / 北緯48.73度 西経123.1度

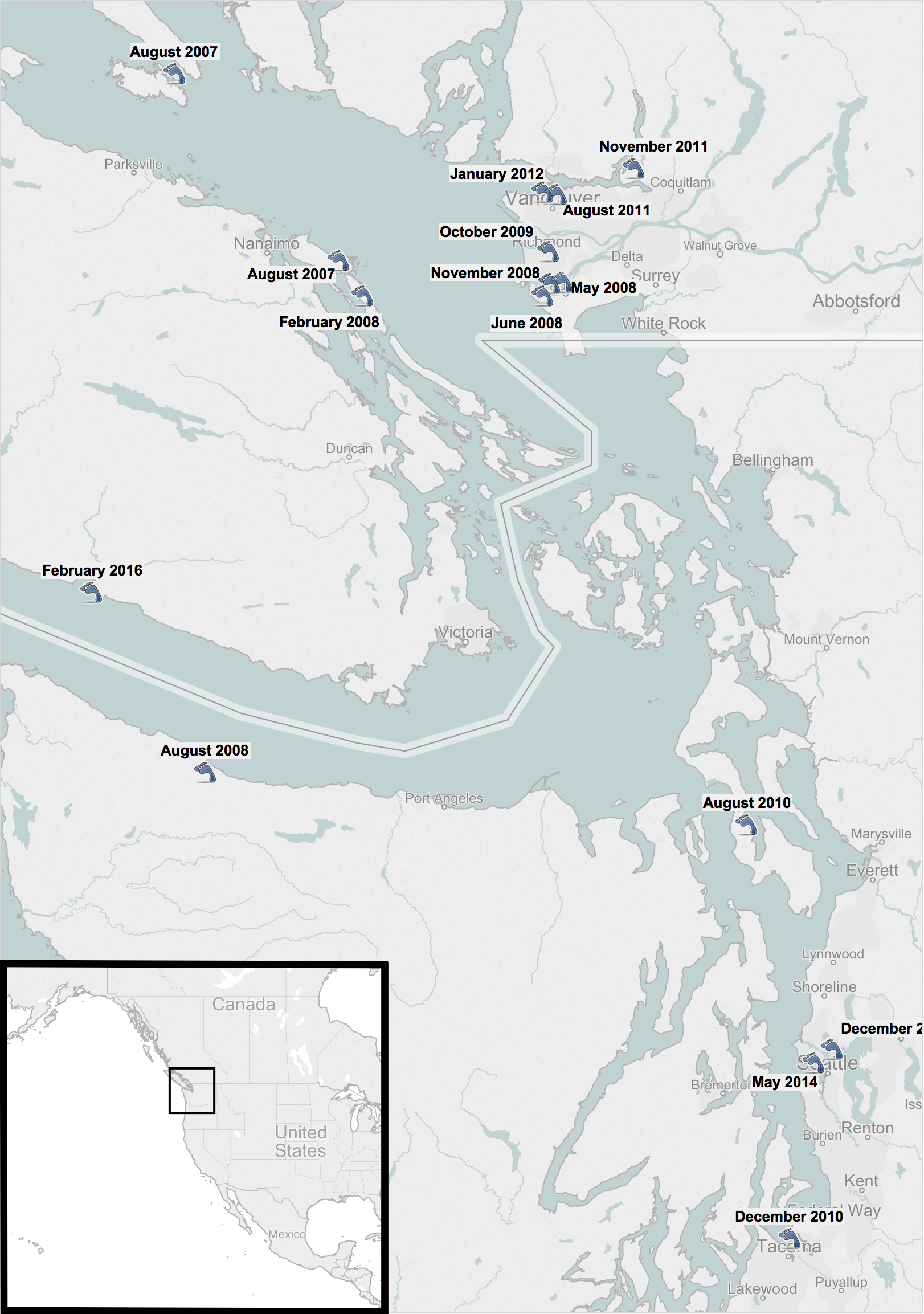
2014年5月までにセイリッシュ海で足が発見された場所

セイリッシュ海における人間の足の発見（セイリッシュかいにおけるにんげんのあしのはっけん）は、2007年8月20日以降、カナダとアメリカの国境にあたるセイリッシュ海（ジョージア海峡、ファンデフカ海峡、ピュージェット湾などで構成される、バンクーバー島と北アメリカ大陸の間の内海）で身元・死因が不明な人間の足が、他の部位を伴わない形で相次いで発見されている未解決事件である。
2017年12月のカナダの検視官の発言によれば、足は犯罪ではなく自殺や事故で死亡した人間に由来するものであり、通常の腐敗の過程で遺体から分離したものだという。足がスニーカーを履いた状態で発見されることが多く、前述の検視官は、スニーカーが水の中で浮きやすいおかげで岸に流れ着きやすく、また、スニーカーが腐敗から保護してくれるおかげで比較的に腐敗が進んでいない状態で発見されやすくなると考えている。最近の足が発見される事例よりも1世紀以上前にも足が発見されたことがあり、1887年にバンクーバーの浜辺でブーツを履いた脚が発見された事例がある。

## 足の発見
ブリティッシュコロンビア州の海岸で足が発見される事例は2007年8月のものが最初ではない。1887年にバンクーバーで発見された事例があり、この事例から脚が発見された場所が「Leg-In-Boot Square」（レッグ・イン・ブート広場）と呼ばれるようになった。1914年7月30日、バンクーバー・サンという新聞で、サーモン川 (キンスクィット付近でのディーン川の旧名) の河口近くの浜辺で長靴を履いた脚が発見されたと報じられている。前年の夏に川で溺れた男性のものと考えられている。
2008年7月、バンクーバー警察によって行われたDNA鑑定によりはじめて1本の足の持ち主が判明したと報じられた。鬱状態にあった男性でおそらく自殺を遂げていた。
| 番号 | 日時           | 場所                                                       | 詳細 | 座標                                                                         |
| ---- | -------------- | ---------------------------------------------------------- | --- | ---------------------------------------------------------------------------- |
| 1    | 2007年8月20日  | ジェデディア島 （ブリティッシュコロンビア州）              | 最初の足を発見したのはワシントンからジェデディア島を訪れた少女だった。 拾った靴に入っていた靴下を開けると、中には人間の足が入っていたのである。男性の足は、30cmのアディダスの靴と靴下を履いていた。足の離断は水中での腐敗によるものだと考えられている。この靴は2003年に製造され、主にインドで流通していたものである。白×青のメッシュ素材のランニングシューズの右足だった。 遺体の男性は行方不明になっていたブリティッシュコロンビア州の住人でおそらくは鬱状態であったことが確認された。 | 北緯49度29分55秒 西経124度12分15秒 / 北緯49.498611度 西経124.204167度        |
| 2    | 2007年8月26日  | ガブリオラ島 （ブリティッシュコロンビア州）                | 男性の右足。 30cmの白のリーボックの靴を履いていた。 二番目の足をみつけたのはガブリオラ島を訪れたカップルだった。男性の足が腐敗により離断したものだった。動物が岸までくわえて運んできたことがうかがわれたが、足は水でふくらんでおり、おそらく南からこの岸まで流されてきたものである。この靴は、2004年に製造され世界中で販売されたもので、その後は販売中止になっていた。 | 北緯49度09分00秒 西経123度43分59秒 / 北緯49.15度 西経123.733度               |
| 3    | 2008年2月2日   | ヴァルデス島 （ブリティッシュコロンビア州）                | 29cmのナイキの靴を履いた右足。遺体は4年前に失踪したブリティッシュコロンビア州サレー在住の21歳男性のもので、死因は事故か自殺とされる。この靴は2003年2月1日から2003年6月30日までのあいだ、カナダとアメリカで販売されていた。2008年6月16日にウェストアン島で発見された左足もこの男性のものであることが確認されている | 北緯49度05分00秒 西経123度40分00秒 / 北緯49.083333度 西経123.666667度        |
| 4    | 2008年5月22日  | カークランド島 （ブリティッシュコロンビア州）              | 女性の右足でニューバランスのスニーカーと靴下を履いていた。カークランド島はブリティッシュコロンビア州のリッチモンドとデルタのあいだにあるフレーザー・デルタにある。フレーザー川に押し流されてきた4番目の足は、後にガルフ諸島で見つかった足とは無関係である。靴は青×白のニューバランスのスニーカーで、1999年に製造されたものだった。2011年に、この4番目の足の持ち主は2004年4月にニューウエストミンスターのパタロ橋から身を投げた女性であることが確認された。                              | 北緯49度06分39秒 西経123度05分44秒 / 北緯49.110905度 西経123.095627度        |
| 5    | 2008年6月16日  | ウェストアン島 （ブリティッシュコロンビア州）              | 男性の左足。ウエストアン島付近の水面に浮かんでいたところを2人のハイカーが発見した。ヴァルデス島で2月2日に見つかった右足と対になる足であることが確認された | 北緯49度05分00秒 西経123度09分00秒 / 北緯49.083333度 西経123.15度            |
| 6    | 2008年8月1日   | ピシュト （ワシントン州）                                  | 29cmの男性用の黒靴を履いた右足。ピシュト近郊のビーチでキャンプをしていた人が海藻に覆われた足を見つけた。発見された場所はフアンデフカ海峡を通る国境から16kmも離れていない。鑑定の結果、右足は人間のものであることがわかった。警察によれば、29cmと大きな、黒い競技用シューズのなかに骨と肉が入っていた。ブリティッシュコロンビア州の外で見つかった最初の足となった。カナダ騎馬警察とクララム郡保安官事務所はこの足がカナダ水域から運ばれてきたものだという結論に達した。                  | 北緯48度11分00秒 西経124度07分00秒 / 北緯48.183333度 西経124.116667度        |
| 7    | 2008年11月11日 | リッチモンド （ブリティッシュコロンビア州）                | 女性の左足。フレイザー川を浮かんでいるところを発見された。おそらくは女性用の、小ぶりなニューバランスのランニングシューズと報じられた。その後の法医学分析により5月22日カークランド島で発見された足と遺伝的に適合していることがわかった。 | 北緯49度06分29秒 西経123度07分55秒 / 北緯49.108度 西経123.132度 (概数)       |
| 8    | 2009年10月27日 | リッチモンド （ブリティッシュコロンビア州）                | 26.5cmのナイキの靴を履いた右足。2008年1月に行方不明になり自然死していたバンクーバー地域の男性の足であることが確認された。リッチモンドのビーチにころがるランニングシューズの中から発見された。 | 北緯49度10分00秒 西経123度08分00秒 / 北緯49.166667度 西経123.133333度 (概数) |
| 9    | 2010年8月27日  | ウィドビー島 （ワシントン州）                              | 子供もしくは女性の右足。2ヶ月のあいだ水中にあったことがうかがわれた。足の大きさから年少者か女性のものであることが示唆される。発見時には靴も靴下も履いていなかった。アイランド郡保安官事務所の捜査官はDNA鑑定を行うと発表している。しかし、国のDNAデータベースからは適合するものは発見されなかった。 | 北緯48度05分00秒 西経122度34分00秒 / 北緯48.083333度 西経122.566667度        |
| 10   | 2010年12月5日  | タコマ (ワシントン州)                                      | 子供もしくは小柄な成人の右足。「この右足はオザーク・トレイルのハイキングブーツ (24cm) を履いている状態で、子供もしくは小柄な成人のものであるとみられる」と警察広報は語った。タコマはシアトルのおよそ40km南、バンクーバーからは225km南にあたる。 | 北緯47度17分10秒 西経122度26分28秒 / 北緯47.286度 西経122.441度 (推定)       |
| 11   | 2011年8月30日  | フォールス川 （ブリティッシュコロンビア州）                | 性別不明。プラザ・オブ・ネーションのそばを流れている白×青のランニングシューズの中から見つかった。足には下腿骨がついていた。水によって自然に膝下から離断したものである。 | 北緯49度16分30秒 西経123度06分36秒 / 北緯49.275度 西経123.110度              |
| 12   | 2011年11月4日  | ササマット湖 （ブリティッシュコロンビア州）                | 30cmのハイキングブーツを履いた男性の右足。靴も足も1987年に行方不明になっていた地元の男性のものものと確認された。ポートムーディのササマット湖でキャンプをしていたグループが発見した。2012年1月、この足の持ち主が確認されたが、警察は遺体から自然に分離したもので犯罪性はないと断定した。 | 北緯49度19分23秒 西経122度53分20秒 / 北緯49.323度 西経122.889度              |
| 13   | 2011年12月10日 | ユニオン湖 （ワシントン州）                                | シップ・カナル橋で見つかった黒いビニール袋のなかに人間の足とその骨がはいっていた。2012年1月2日の時点で、検死官は死因や遺体の身元を発見していない。 | 北緯47度39分07秒 西経122度19分23秒 / 北緯47.652度 西経122.323度              |
| 14   | 2012年1月26日  | バンクーバー （ブリティッシュコロンビア州）                | 「ブーツのなかに入っていた人間の骨とおぼしき」遺体の一部。発見されたのは、アービュートス・ストリートをくだった海洋博物館そばのドッグパークの水辺である。 | 北緯49度16分41秒 西経123度09分04秒 / 北緯49.278度 西経123.151度              |
| 15   | 2014年5月6日   | シアトル （ワシントン州）                                  | 白のニューバランスを履いた人間の足。シアトルの穀物埠頭86番桟橋そばのセントラルパークの海岸線で見つかった。M622のニューバランスは白地に青いトリムのあるモデルで、サイズは28.5cmだった。このモデルは2008年4月から発売されていた。初期の報道で使用された写真から、左足と思われる。 | 北緯47度37分34秒 西経122度22分23秒 / 北緯47.626度 西経122.373度              |
| 16   | 2016年2月7日   | バンクーバー （ブリティッシュコロンビア州）                | ポートレンフリュー付近のボタニカルビーチで、靴下とランニングシューズを身に着けた足が発見される。 | 北緯48度31分48秒 西経124度26分42秒 / 北緯48.530度 西経124.445度              |
| 17   | 2016年2月12日  | バンクーバー （ブリティッシュコロンビア州）                | ポートレンフリュー付近に足が打ち寄せられる。 5日前に発見されたものと同一である | 北緯48度31分48秒 西経124度26分42秒 / 北緯48.530度 西経124.445度 (概数)       |
| 18   | 2017年12月8日  | バンクーバー （ブリティッシュコロンビア州）                | バンクーバー島のジョーダン川の集落の近くに、脚の途中からつま先までの部分が靴を履いた状態で打ち寄せられる。 | 北緯48度25分14秒 西経124度02分41秒 / 北緯48.420572度 西経124.044690度        |
| 19   | 2018年5月6日   | ガブリオラ島 （ブリティッシュコロンビア州）                | 5月6日の正午過ぎにガブリオラ島の海岸を散歩していた男性が、流木に挟まれた状態のハイキングブーツと、その中の足を発見した。 | 北緯49度09分00秒 西経123度43分59秒 / 北緯49.15度 西経123.733度               |
| 20   | 2018年9月      | ウェストバンクーバー （ブリティッシュコロンビア州）        | ナイキのFree RNという銘柄の淡灰色の靴を履いた状態で見つかった足。ウェストバンクーバーの30番ストリートのビーチ・アクセスポイントの近くで発見された。サイズは27.5cmで、このサイズの靴は2017年2月1日から4月17日の間に製造された。男性のものと考えられ、青い短めの靴下を履いていた。年齢は50歳以下と考えられている。 |                                                                              |
| 21   | 2019年1月1日   | ジェティー島 （ワシントン州エバレット）                    | ブーツを履いた状態で見つかった足。後に2016年12月12日以降行方不明になっていた22歳男性のものであると判明した。 | 北緯48度00分37秒 西経122度13分38秒 / 北緯48.0104度 西経122.2272度            |
| 22   | 2021年11月21日 | ローカスト・ビーチ （ワシントン州ベリンハム）              | ベリンガム市境のすぐ西にあるローカスト・ビーチに、 25cmのBrahmaのワークブーツが打ち上げられているのが発見された。中には右足の骨が入った靴下があった。それらの遺骨は男性のものであると判明した。 |                                                                              |
| 23   | 2021年12月     | ポートエンジェルス（ワシントン州）                         | ニューバランスの26cmの靴がエルワ川の河口に打ち上げられた。2021年に、その足は2018年1月にワシントン州スクイムから行方不明になったジェリリン・L・スミスのものであることが、Othram社とクララム郡保安官事務所の共同努力により判明した。 |                                                                              |
| 24   | 2023年7月23日  | ゴンザレス・ビーチ（ブリティッシュコロンビア州ビクトリア） | 現時点で詳細は公になっていない。性別不明。ブリティッシュコロンビア州検視局が調査中。 |                                                                              |

### イタズラ
2008年6月にバンクーバー島のキャンベルリバーに近いタイイ・スピットで発見された「足」は、白骨化した動物の脚に靴下と靴をはかせ、乾いた海藻のなかに入れた偽物だった。王立カナダ騎馬警察は、これを無神経で卑劣な悪戯行為であるとして犯人の捜査に乗り出した。
2011年8月31日に11本目の脚が見つかって以降、ブリティッシュコロンビア州のオークビーチにはランニングシューズをはいた足が複数打ちあげられているが、警察はすべて動物の肉だとしている。

## 提唱されている説
一連の発見は、足以外の遺体がみつかっていないことを考えると、「驚嘆すべき」「説明不能に近い」事件といわれてきた。これまで考えられてきた説明は、ボートの水難事故や飛行機の海への墜落などによる死者の足であるというものである。一説には、その墜落とは2005年のクアドラ島近海でおこった事故で、発見されてきたのはこのときに亡くなった男性4人の足である。とはいえ彼らの遺体は見つかってこそいないものの、セイリッシュ海岸で発見された足には女性のものもあることが裏付けられている。犯罪性を指摘する声もあるが、最初の4本の足に道具を使用した跡はみられなかった（もっとも、だからといって犯罪の可能性が排除されるわけではないが）。可能性として、遺体は重りをつけて海に遺棄されたが、足は腐敗によって取れてしまったということは考えられる。
足の身元を特定することは容易ではない。なぜなら海流によって浮遊物は長距離を移動しうるし、特にジョージア海峡の流れは予測が難しいからである。足は1,000マイル (1,600 km)もの距離を漂流してきたかもしれないのである。とはいえ、セイリッシュ海沿岸にはカナダではバンクーバーやリッチモンド、ビクトリア、アメリカではシアトル、タコマ、オリンピアといった多くの人口を抱える都市が複数存在している。先述の都市で最も遠いバンクーバー〜オリンピア間の直線距離は約250kmである　(直線距離なので陸地については勘案していない。当然陸地は漂流できないので実際の移動距離は増える) 。この為、事件、事故、自殺の何れにせよこれらの都市付近から潮の流れによって発見場所へと運ばれた住民や関係者のものである可能性が高いと見る方が自然だと言える。
また人間の足は死蝋化（脂肪により石鹸のような性状をもつ）する傾向にあるため、法医学では手がかりをみつけるのが困難である。最適化した条件であれば、人間の身体は水の中で三十年以上も損傷を受けることはない。つまり足は何年でも浮かんでいられるということである。
またこれらの足が2004年のスマトラ沖地震による津波で亡くなった人々のものであるという説もある。リッチモンドを拠点にする作家のシェーン・ランバートがこの説をとっている。というのも遺体がはいていた靴の多くが、2004年あるいはそれ以前に製造・販売されたものであるという事実があるからである。ランバートも認めるように、靴に関しては異なったりあるいは対立する情報もある。しかし彼は、靴の製造年だけでなく海流についても根拠にしており、2004年の津波が到達した地域から流れが最終的には太平洋を北へと向かう傾向があることを指摘している。
ただし、1本の足については鬱状態の末に自殺したとされる男性のものと確認され、2本の足が橋から投身自殺をした女性のものという裏付けがなされている。

## どれだけ珍しいことなのか
足首は比較的脆弱な部位なため、腐敗によって足が身体から分離するということはありうるし、風や靴にはいりこんだ空気の浮力によって足が漂流していくことは説明できる。サイモンフレーザー大学の法医昆虫学者ゲイル・アンダーソンは、水中で身体が腐敗し手足などの四肢や頭が分離してしまうことはよくあるが、浮かび上がることは希であると証言している。
いずれにせよ足が発見されて遺体の別の箇所は見つからないというのは異常だと考えられている。2本目の足が見つかるというのは「100万倍のオッズ」を勝つに等しく、したがって「異様」とも評された。3本目の足が見つかったことで、はじめてこれまでの「発見」は互いに結びつけられた。4本目の発見により人為的な干渉への推測さえ産まれ、ついに統計的にも「奇怪な」出来事となったのである。

## メディアの反応
5本目の足が見つかると、この出来事は国際的な注目を集めはじめた。メルボルンの「ヘラルドサン」、「ガーディアン」、南アフリカの「ケープ・タイムズ」などから大きなニュースとして取りあげられ、このミステリーの真実について様々な憶測を呼んだ。それはこの類の事件がそうであるように、遺体の同定を行った学者にいわく「病的な魅力」を持っているからだった。